# Wettenberger Ried (Bannwald)
Das Gebiet Wettenberger Ried ist ein mit Verordnung vom 21. August 2003 durch die Körperschaftsforstdirektion Tübingen ausgewiesener Bannwald (Schutzgebiet-Nummer 100623) bei Ummendorf im Landkreis Biberach in Baden-Württemberg.

## Lage
Das Schutzgebiet befindet sich östlich von Hochdorf. Es handelt sich um inhomogene Wald- und Sukzessionsflächen auf mehr oder weniger gestörten Moor-Standorten. Das Schutzgebiet liegt im Forstbezirk Biberach-Staat und beinhaltet die Abteilungen 1 und 2 des Staatswald-Distriktes XXIV „Voggen“ sowie die Flurstücke Nr. 129 und 210/4.
Der Bannwald ist nahezu deckungsgleich mit dem Naturschutzgebiet Wettenberger Ried. Der Bannwald ist Teil des FFH-Gebiets Umlachtal und Riß südlich Biberach und im Nordosten grenzt der Bannwald an das Landschaftsschutzgebiet Umlachtal.
Im Schutzgebiet liegen sieben Biotope: BW/NSG "Wettenberger Ried" - Sukzession mit der Biotopnummer 279244261257, BW/NSG "Wettenberger Ried" Moorwald Wasenmoos mit der Biotopnummer 279244261452, BW/NSG "Wettenberger Ried" - Riedflächen mit der Biotopnummer 279244261453, BW/NSG "Wettenberger Ried" - Sukzessionswald mit der Biotopnummer 279244261456, BW/NSG "Wettenberger Ried" - Moorwald mit der Biotopnummer 279244261455, BW/NSG "Wettenberger Ried" - Moorregeneration mit der Biotopnummer 279244261454, NSG "Wettenberger Ried" - Moor Wasenmoos mit der Biotopnummer 279244261451.
Im Biotop BW/NSG "Wettenberger Ried" - Sukzession wurden bei einer Zählung im Jahr 1991, die von der Landesanstalt für Umwelt Baden-Württemberg durchgeführt wurde, 
die Alpen-Mosaikjungfer und die Bekassine, gefunden. Beide Arten sind von der LUBW als in Deutschland vom Aussterben bedroht eingestuft.

## Vegetation
Im Bannwald kommen laut Waldbiotopkartierung die folgenden Arten vor:
Grasfrosch, Feuersalamander, Cladonia rangiferina, Rote Waldameise, Kriechender Günsel, Schwarz-Erle, Wiesen-Fuchsschwanz, Wald-Engelwurz,
Rauhaarige Gänsekresse, Wald-Frauenfarn, Echte Betonie, Hänge-Birke, Moor-Birke, Besenheide, Sumpfdotterblume, Gewöhnliches Hirtentäschel,
Schlank-Segge, Sumpf-Segge, Zittergras-Segge, Zweizeilige Segge, Steife Segge, Hasenpfoten-Segge, Vogelfuß-Segge, Schnabel-Segge,
Acker-Kratzdistel, Kohldistel, Sumpf-Kratzdistel, Ackerwinde, Rasen-Schmiele, Drahtschmiele, Gewöhnlicher Dornfarn, Breitblättriger Dornfarn,
Acker-Schachtelhalm, Sumpf-Schachtelhalm, Glocken-Heide, Scheiden-Wollgras, Rotbuche, Faulbaum, Echtes Labkraut, Bach-Nelkenwurz,
Wiesen-Bärenklau, Echtes Johanniskraut, Flatter-Binse, Kuckucks-Lichtnelke, Sprossender Bärlapp, Blaues Pfeifengras, Sumpf-Vergissmeinnicht,
Wald-Sauerklee, Rohrglanzgras, Schilfrohr, Gemeine Fichte, Waldkiefer, Gewöhnliches Rispengras, Espe, Blutwurz, Kriechendes Fingerkraut,
Stieleiche, Scharfer Hahnenfuß, Brennender Hahnenfuß, Kriechender Hahnenfuß, Acker-Rettich, Brombeeren, Ohr-Weide, Sal-Weide, Asch-Weide,
Schwarzer Holunder, Gewöhnliche Teichbinse, Wald-Simse, Wasser-Greiskraut, Acker-Senf, Vogelbeere, Breitblättriger Rohrkolben, Heidelbeere,
Rauschbeere, Preiselbeere, Alpen-Mosaikjungfer, Dreilappiges Peitschenmoos, Bäumchen-Leitermoos, Dicranella heteromalla, Etagenmoos,
Rotstängelmoos, Schönes Widertonmoos, Wacholder-Widertonmoos, Steifblättriges Frauenhaar, Torfmoose, Landkärtchen, Buntspecht, Bekassine,
Rosmarinheide, Schlamm-Segge, Rundblättriger Sonnentau, Kammfarn, Breitblättriges Wollgras, Bergkiefer, Weißes Schnabelried, Gewöhnliche Moosbeere,
Moor-Gabelzahnmoos, Goldenes Frauenhaarmoos, Schönes Widertonmoos, Wacholder-Widertonmoos, Torfmoose, Land-Reitgras, Wassersterne, Walzen-Segge,
Blasen-Segge, Sumpf-Labkraut, Moor-Labkraut, Großes Springkraut, Kleine Wasserlinse, Ufer-Wolfstrapp, Blaues Pfeifengras, Sumpf-Haarstrang,
Sumpffarn, Echter Baldrian, Untergetauchtes Sternlebermoos, Sommer-Adonisröschen, Flutender Schwaden, Himbeere, Gewöhnliches Gabelzahnmoos,
Gemeines Weißmoos, Schönes Widertonmoos, Rhytidiadelphus loreus, Fliegenpilz, Maronen-Röhrling, Stachel-Segge, Cladonia pocillum,
Sphagnum magellanicum.

## Schutzzweck
Der Schutzzweck des Bannwalds ist gemäß Schutzgebietsverordnung 
- die unbeeinflusste Entwicklung des ehemaligen Hochmoores mit seinen Tier- und Pflanzenarten zu sichern sowie die wissenschaftliche Beobachtung der Entwicklung zu gewährleisten.
- dies beinhaltet den Schutz der Lebensräume und -gemeinschaften, die sich im Gebiet befinden, sich im Verlauf der eigendynamischen Entwicklung des Waldbestandes innerhalb des Schutzgebietes ändern oder durch die eigendynamische Entwicklung entstehen. Dabei gilt den Hochmoorrelikten besondere Beachtung.

## Betreuung
Wissenschaftlich betreut wird der Bannwald durch die Forstliche Versuchs- und Forschungsanstalt Baden-Württemberg (BVA).